# فردریک جورج مان
فردریک جورج مان (۲۹ ژوئن ۱۸۹۷میلادی - ۲۹ مارس ۱۹۸۲میلادی) یک شیمی دان بود.

## تحصیل
وی تحصیلات دکترا را در کالج داونینگ ، کمبریج زیر نظر سر ویلیام پوپ به پایان رساند و در سال ۱۹۲۳میلادی فارغ التحصیل شد. وی در داونینگ به عنوان دستیار مدرس ادامه داد تا اینکه در سال ۱۹۳۰میلادی ، به عنوان یک استاد در کالج ترینیتی منصوب شد . وی تمام دوران تحصیلات آکادمیک خود را در کمبریج گذراند و در سال ۱۹۶۴میلادی بازنشسته شد.

## مشارکت ها
تحقیقات مان شامل موضوعات مختلفی بود ، بسیاری از آن‌ها در رابطه با شیمی آلی و معدنی بودند ، از جمله تحقیقات وی می‌توانیم به پلی آمین های آلیفاتیک ، فسفین ها ، آرسین ها و مشتقات آن‌ها ترکیبات هتروسیکلیک فسفر و آرسنیک و کمپلکس‌های فلزی آنها. ترکیبات نیتروژن چند حلقه ای ؛ ساختار و خواص نوری مجتمع های فلز گذار استریوشیمی و رنگ‌های سیانین اشاره کرد.

## افتخارات و جوایز
او برنده انجمن سلطنتی شیمی جایزه تیلدن در سال ۱۹۴۳میلادی شد، و در انجمن سلطنتی در سال ۱۹۴۷ میلادی عضو شد.